# Wendell (Minnesota)
Pour les articles homonymes, voir Wendell.
Wendell est une ville américaine située dans le Comté de Grant, dans le Minnesota. Selon le recensement de 2010, sa population est de 167 habitants.